# Lispocephala dispersa
Lispocephala dispersa är en tvåvingeart som beskrevs av John Otterbein Snyder 1965. Lispocephala dispersa ingår i släktet Lispocephala och familjen husflugor. Inga underarter finns listade i Catalogue of Life.